# Radisson Blu Sobieski Hotel
Radisson Blu Sobieski Hotel, dawniej hotel Jan III Sobieski – czterogwiazdkowy hotel znajdujący się przy placu Artura Zawiszy 1 w Warszawie.

## Historia
Hotel zaprojektowany przez Wolfganga Triessinga i Macieja Nowickiego (według innego źródła przez Hansa Piccotiniego) wzniesiono w latach 1990−1992. Budynek ze szklaną kopułą nawiązuje formą do narożnej kamienicy z przełomu XIX i XX wieku. Jego cechą charakterystyczną była urozmaicona kolorystyka elewacji (pomalowano go w barwne pasy m.in. w kolorach niebieskim, żółtym, brązowym i pomarańczowym), która wzbudzała kontrowersje. Budynek otrzymał tytuł „Koszmaru sześciolecia 1989–1995” w plebiscycie publiczności. Na początku 2023 roku pozostawał jednym z najbardziej pstrokatych budynków w Warszawie.
Pierwszym właścicielem hotelu było konsorcjum dwóch państwowych banków PKO BP i Pekao S.A. W 2006 sprzedano go polsko-austriackiej spółce Warimpex. Od tamtego czasu operatorem hotelu była austriacka Vienna International Hotels. W 2011 roku budynek hotelu został sprzedany norweskiej spółce Wenaasgruppen, która podjęła decyzję o zmianie operatora. Nowym operatorem wybrano Rezidor Hotels and Resorts i zdecydowano się włączyć go do sieci Radisson Blu. Jest jednym z dwóch hoteli tej sieci w Warszawie (drugi to hotel Radisson Collection).
Między lutym a czerwcem 2023 roku przemalowano elewację budynku na jednolity kolor (odcień szarości). Stołeczny konserwator zabytków złożył wniosek o wpisanie budynku do rejestru zabytków (co pozwoliłoby zachować kolorystykę elewacji); wniosek ten został jednak przez Mazowieckiego Wojewódzkiego Konserwatora Zabytków odrzucony.